# حارس أبوي

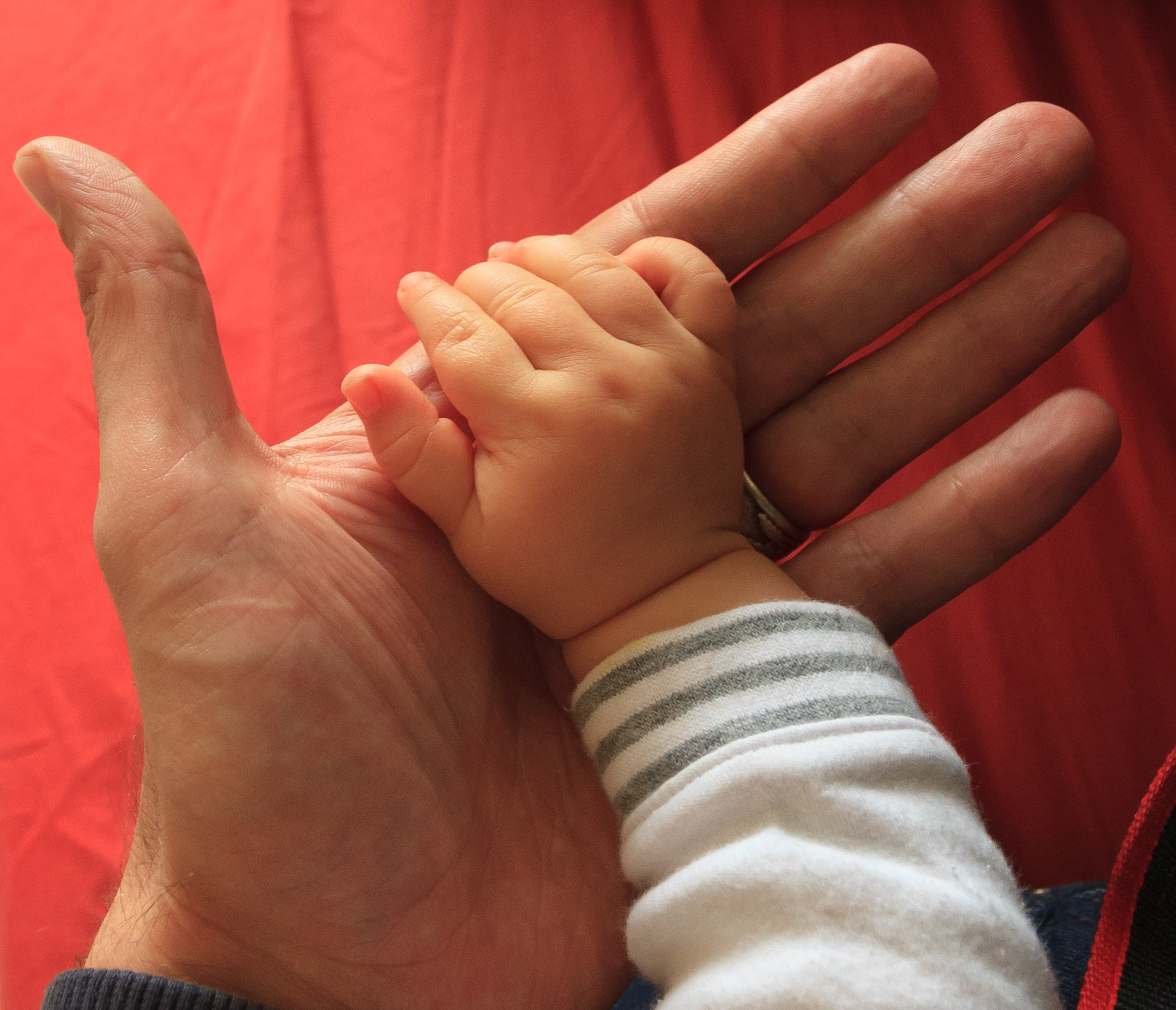
الأبوة مسؤولية بطابع قدسي

الحارس الأبوي، الأم عادة، هو أحد الوالدين الذي يدعي لنفسه سلطة اتخاذ قرار طبيعة العلاقة المقبولة بين الطرف الآخر (الوالد أو الأم) والطفل (الأطفال)، سواء في إطار الزواج أو خارج إطار أي اتفاق رسمي بين الوالدين قيد التنفيذ بعد تسوية الطلاق. ويمكن الإشارة إليه أيضًا باسم "الحراسة الأمومية". 
```
[
3
]
```

وتتم دراسة معظم حالات الحراسة الأمومية بالتراضي مع الزوجين اللذين يكونان آباء لأول مرة. وعادة ما تتم دراسة دراسات حالات الأبوة والأمومة التي تستخدم الأزواج المطلقين والعلاقات الأبوية خارج إطار الزوجية التي تبين خصائص سلوكية متماثلة للغاية أو متطابقة مع علاقات الأزواج المتزوجين مع الأطفال في إطار موضوعات: التداخل الوالدي والاغتراب الوالدي.

## سلوك الحارس الأبوي
ويسلك الحارس الأبوي سلوكًا في إطار الفئات التالية:
- انتقاد الطريقة التي أنجز بها الوالد/الزوج/الزوج السابق الآخر المهمة
- خلق معايير غير مرنة أو غير واقعية للالتقاء بالوالد/الزوج/الزوج السابق الآخر
- الحط من قدر أو تقويض جهود الوالد الآخر ليكون رمزًا يتمتع بسلطة في حياة الطفل (الأطفال)
- الإشراف على المهام التي يعمل بها الوالد/الزوج الآخر
- القيام بكل ما يتصل بالتنظيم والتفويض والتخطيط والجدولة الزمنية في المنزل
- التردد في التخلي عن بعض المسؤوليات الخاصة برعاية الأسرة
- الحاجة إلى قدر كبير من التثبت من هويته/هويتها كأحد الوالدين، من الوالد/الزوج/الزوج السابق الآخر ومن خارج العلاقة الزوجية أو العلاقة الأبوية
- الاعتقاد في الأدوار التقليدية المسندة إلى الأزواج والزوجات
- اعتبار الوالد/الزوج/الزوج السابق الآخر كمساعد وليس كطرف مساوٍ عندما يتعلق الأمر بالمهام المنزلية ومسؤوليات رعاية الأطفال
- طلب المساعدة من الوالد/الزوج/الزوج السابق الآخر ثم إعطاء توجيهات واضحة بشأن كيفية إنجاز المهمة
- الشعور بسعادة غامرة سرًا عندما يظهر الوالد/الزوج/الزوج السابق الآخر بعض العجز فيما يتعلق بالمنزل أو الأطفال
- الشعور بالتهديد أو الحيرة إذا أصيب الطفل (الأطفال) وتوجهوا إلى الوالد الآخر للمواساة

في إ طار الزواج، قد تكون الخصائص والأعراض ظاهرة بالفعل لدى أحد الوالدين الذي يهبط إلى تصنيف الدرجة الثانية ويتم تجريده من الحقوق فيما يتعلق بمهاراته الأبوية أو قدرته على ممارسة وتغذية مجموعة مهاراته الخاصة، وهذا عادة ما يكون الأب. وهذا يفسح المجال للوالد المهيمن الذي يأخذ السيطرة الكاملة على الأسرة ويسبب استياءً حادًا وشعورًا بالعجز في العلاقة الأبوية للطرف الآخر. في حالة ما بعد الطلاق، يمكن اعتبار الأعراض كما يلي: الحد من الاتصال والتدخل في الزيارات وسوء المعاملة النفسية واللفظية وتنفير الأطفال من الوالد الآخر من خلال الملاحظات والأفعال المهينة.
ولم يتحدد أو حتى يُدرس بعد ما إذا كانت الحراسة الأمومية متلازمة مختلفة عن التدخل الأبوي والتنفير الأبوي أم لا أو ما إذا كان الاثنان مجرد شكل من أشكال الحراسة الأكثر شدة تتفاقم فقط من خلال زيادة انهيار العلاقة بين الوالدين. ويمكن أن تؤدي ظروف الصراع المحتد الواضح بالفعل في العلاقة الزوجية إلى اتهامات كاذبة بالعجز أو الإهمال أو سوء معاملة الأطفال من قِبل أحد الوالدين ضد الآخر عندما تكون العلاقة قيد البت القضائي في إجراءات الطلاق. لم يتم نشر دراسات حالية لربط المتلازمات الثلاث ولم تقرر جمعية علم النفس الأمريكية أو تحدد أيًا من المتلازمات الثلاث كمتلازمات معترف بها في أي من منشوراتها. وليس لدى جمعية علم النفس الأمريكية أي موقف بشأن النظريات الثلاث وبالتالي لا يمكن اعتبارها كنظريات غير معتمدة أو نظريات ثبتت صحتها. ولا تزال دراسات فردية مستقلة خاصة بالنظريات الثلاث جارية والتي سيتم نشر نتائجها لاحقًا.